# Municipio Sucre (Aragua)
El municipio Sucre es uno de los 18 municipios que integran el estado Aragua, Venezuela, ubicado al norte de esta entidad federal. Posee una superficie de 76 km² y una población para 2023 de 152.233 habitantes. Su capital es la ciudad de Cagua y concentra el 12 % de las industrias del estado Aragua. Está conformado por dos parroquias: la parroquia urbana Cagua, que es la cabecera del Municipio, y la no urbana Bella Vista.
La parroquia Cagua abarca toda la extensión urbana de la ciudad, y posee el 96 % de la población del Municipio, además es sede de la Alcaldía del Municipio Sucre y concentra la gran mayoría de la actividad comercial del Municipio.
La parroquia Bella Vista empieza a ser poblada en la década de 1960, por una serie de trabajadores que conforman un sindicato para buscar nuevas tierras de cultivo, invadiendo las tierras que en ese momento formaban parte de la hacienda Jabillal, como resultado de las negativas del Instituto Agrario Nacional para su ubicación. Debido a la existencia de muchas familias sin tierra, el uso inicial previsto se deja a un lado, pasando dichas tierras a ser habitadas, dando lugar entonces al poblado como tal.

## Límites
Limita: al norte, con el municipio Santiago Mariño, al este con los municipios José Félix Ribas y Bolívar, por el sur con el municipio Zamora y por el oeste con el municipio José Ángel Lamas.

## Recursos forestales
Acapro, caoba, cedro, mijao y el samán (Árbol emblemático de la ciudad)

## Economía
Su economía se basa fundamentalmente en la actividad industrial. Cagua posee el segundo parque industrial del estado Aragua.

## Clima
El Municipio Sucre forma parte del área de la depresión del lago de Valencia, presentando un clima tropical seco. La temperatura media anual varía entre 25 y 27 °C, con una precipitación promedio de 1.000 mm, en las zonas montañosas del sureste la temperatura tiene un promedio de 21 °C y la precipitación una media anual de 1.000 mm, con un comportamiento unimodal con seis meses secos (noviembre-abril) y seis meses húmedos (mayo-octubre) en ambos casos.

## Parroquias
| Parroquia   | Población |
| ----------- | --------- |
| Cagua       | 130.444   |
| Bella Vista | 8.068     |

## Política y gobierno

### Alcaldes
| Período     | Alcalde                  | Partido político / Alianza | % de votos | Notas |
| ----------- | ------------------------ | -------------------------- | ---------- | --- |
| 1989 - 1992 | Félix Linares            | COPEI                      | 46,65      | Primer alcalde bajo elecciones directas |
| 1992 - 1995 | Félix Linares            | COPEI                      | 48,68      | Reelecto |
| 1995 - 2000 | Luis Zambrano            | COPEI                      | -          | Segundo alcalde bajo elecciones directas (se realizaron elecciones generales adelantadas en el 2000 debido a la aprobación de la Constitución de 1999) |
| 2000 - 2004 | Carmen Ivelisse Oliveros | MVR                        | 42,29      | Tercer alcalde bajo elecciones directas |
| 2004 - 2008 | Carlos Augusto León      | MVR                        | 42,28      | Cuarto alcalde bajo elecciones directas |
| 2008 - 2013 | Luis Zambrano            | PJ                         | 41,73      | Quinto alcalde bajo elecciones directas (se postergan 1 año las elecciones municipales pautadas para finales del 2012)                                 |
| 2013 - 2017 | Eusenio Agüero           | PSUV                       | 51,66      | Sexto alcalde bajo elecciones directas |
| 2017 - 2021 | Miriam Pardo             | PSUV                       | 73,73      | Séptima alcalde bajo elecciones directas |
| 2021 - 2025 | Wilson Coy               | PSUV                       | 39,58      | Octavo alcalde bajo elecciones directas |

### Concejo municipal
Período 1989 - 1992
| Concejales:         | Partido político / Alianza |
| ------------------- | -------------------------- |
| Luis Zambrano       | COPEI                      |
| Enrique Aguilar     | COPEI                      |
| Altagracia Montilla | COPEI                      |
| Geronimo León       | AD                         |
| José Durán Pic      | AD                         |
| Miriam Kinsler      | AD                         |
| Carmen Elena Ibarra | MAS                        |
| Pedro Ortiz         | MAS                        |
| Eugenio Pérez       | MAS                        |

Período 1992 - 1995
| Concejales:         | Partido político / Alianza |
| ------------------- | -------------------------- |
| José Luis Salas     | COPEI                      |
| Altagracia Montilla | COPEI                      |
| José Pacheco        | COPEI                      |
| Luis Zambrano       | COPEI                      |
| Oscar Henríquez     | AD                         |
| José Maldonado      | AD                         |
| Julio Sánchez       | MAS                        |
| José Piña           | MAS                        |
| Ramón Aranguren     | MIN                        |

Período 1995 - 2000
| Concejales:       | Partido político / Alianza |
| ----------------- | -------------------------- |
| José Maldonado    | AD                         |
| Miriam de Kinsler | AD                         |
| Pablo Fuentes     | AD                         |
| Rodolfo Fuentes   | COPEI                      |
| Oscar Enriquez    | COPEI                      |
| Lisbeth Utrera    | MAS                        |
| Juan Herrera      | MAS                        |
| Ramon Aranguren   | CONVERGENCIA               |
| Pedro Peña        | LCR                        |

Período 2013 - 2018
| Concejales:        | Partido político / Alianza |
| ------------------ | -------------------------- |
| Laura Rangel       | PSUV                       |
| Héctor Ramírez     | PSUV                       |
| Abraham Milano     | PSUV                       |
| Elba Fontaines     | PSUV                       |
| Rafael Arias       | PSUV                       |
| Roger Pinto        | PSUV                       |
| Shelley Aguilarte  | PSUV                       |
| Wilson Coy Sánchez | PSUV                       |
| Luis Latozetsky    | MUD                        |

Período 2018 - 2021
| Concejales        | Partido político / Alianza |
| ----------------- | -------------------------- |
| Elba Fontaines    | PSUV                       |
| Héctor Ramírez    | PSUV                       |
| Miguel Arvelaez   | PSUV                       |
| Richard Guzmán    | PSUV                       |
| Gregoria López    | PSUV                       |
| Johan Cavas       | PSUV                       |
| Stefanny Martínez | PSUV                       |
| Wilson Coy        | PSUV                       |
| Gabriela Santos   | PSUV                       |

Periodo 2021 - 2025
| Concejales:       | Partido político / Alianza |
| ----------------- | -------------------------- |
| Hector Ramirez    | PSUV                       |
| Geysi Díaz        | PSUV                       |
| Yomar Ramós       | PSUV                       |
| Maria Ocando      | PSUV                       |
| Argenis Sajona    | PSUV                       |
| Ruben Oviedo      | PSUV                       |
| Stefhanny Lucena  | PSUV                       |
| Paul Petit        | MUD                        |
| Francisco De Lima | MUD                        |